# Dan Marek
Dan H. Marek är en amerikansk operasångare (tenor) och sångpedagog.
Han har framträtt på bl.a. Metropolitan, New York City Opera och på Festspelen i Salzburg och sjungit roller såsom Don Ottavio i Don Giovanni, Tamino i Trollflöjten, Ernesto i Don Pasquale, Romeo i Romeo och Julia och Arturo i Lucia di Lammermoor. Som konsertsångare har Dan Marek framträtt i den klassiska romanslitteraturen med Mozart, Scubert, Schumann och Brahms. Han är utbildad vid Manhattan School of Music och har studerat för sång för bl.a. John Brownlee.
Dan H. Marek har varit verksam som lärare och pedagog vid ett flertal konservatorier, företrädesvis amerikanska. Sedan 1974 undervisar han vid Mannes College of Music i New York. Nuvarande och tidigare elever till Dan Marek återfinns idag vid flera av världens främsta operahus.
2007 publicerades hans bok Singing – the first art.